# K2-2016-BLG-0005Lb
K2-2016-BLG-0005Lb は、地球からいて座の方向へ約17,000光年離れた位置にある太陽系外惑星である。2022年に重力マイクロレンズ法による観測から発見が公表された。

## 特徴
K2-2016-BLG-0005Lbは、太陽系外惑星探索の為に打ち上げられたケプラー宇宙望遠鏡の延長ミッション「K2」によって2016年4月から7月までの期間（キャンペーン9）に得られた観測データの分析から発見された。ケプラーではトランジット法（食検出法）を用いた太陽系外惑星観測が行われていたが、この時期に収集された天の川銀河中心部の観測データを新たな検索アルゴリズムを用いて解析した結果、重力マイクロレンズと呼ばれる現象が発生したことを示している可能性がある信号候補が5例検出されたことが2021年に報告されていた。このうちの1つの信号について、同時期にカナダ・フランス・ハワイ望遠鏡 (CFHT) や Optical Gravitational Lensing Experiment (OGLE) 、Microlensing Observations in Astrophysics (MOA) などの地上から観測を行っているプロジェクトによって得られていた観測データと共にマンチェスター大学などによる研究グループが解析した結果、この重力マイクロレンズが恒星の周りを公転する惑星によって発生していたことが確認され、主星は K2-2016-BLG-0005L、惑星は K2-2016-BLG-0005Lb と命名された。地上からではなく宇宙望遠鏡による観測から重力マイクロレンズ法で太陽系外惑星が新たに発見されるのはこれが初めてであった。
重力マイクロレンズの観測から、K2-2016-BLG-0005Lb は木星の1.1倍の質量を持つ巨大ガス惑星、主星の K2-2016-BLG-0005L は太陽の0.58倍の質量を持つK型矮星であると考えられている。不確実性が大きいが、軌道長半径は 4.4 au、公転周期は13年と推定されており、これらの質量と軌道は太陽系の木星（約 5.2 au、約11.9年）に類似している。そのため、「木星に非常に近い双子 (Near-identical twin of Jupiter)」や「ジュピターアナログ (Jupiter analogue)」と表現されている。